# Władysław Kosiniak-Kamysz
Władysław Marcin Kosiniak-Kamysz (Cracovia, 10 de agosto de 1981) es un médico y político polaco que se desempeña como presidente del Partido Campesino Polaco (PSL) desde 2015. 
Anteriormente, fungió como Ministro de Trabajo y Asuntos Sociales de 2011 a 2015 en los gobiernos de Donald Tusk y Ewa Kopacz. Fue candidato presidencial en 2020, donde obtuvo el quinto lugar.

## Primeros años de vida
Kosiniak-Kamysz nació en Cracovia durante la época de la Polonia comunista. Se crio en la tradición del movimiento popular. Su padre, Andrzej Kosiniak-Kamysz, médico y político que ejerció como Ministro de Sanidad y Bienestar Social durante el primer gobierno no comunista de Tadeusz Mazowiecki. Su abuelo paterno y tocayo, Władysław, nacido al comienzo de la Primera Guerra Mundial, sirvió como soldado en el 13.º Regimiento Wilno Uhlan y en los batallones de agricultores durante la Segunda Guerra Mundial . Después de la guerra, regresó a su ciudad natal de Bieniaszowice, donde dirigió su granja junto a la desembocadura del Dunajec en el Vístula, con su abuela.

### Educación
Estudió en Cracovia, donde se mudaron sus padres. Kosiniak-Kamysz asistió a la escuela secundaria Jan III Sobieski, Cracovia . Posteriormente estudió medicina en la Facultad de Medicina de la Universidad Jagellónica hasta 2006. Se convirtió en asistente en el Departamento de Medicina Interna y Medicina Rural de la Universidad Jagellónica. En 2010, Kosiniak-Kamysz obtuvo su doctorado en ciencias médicas con Tomasz Guzik. 
Comenzó su primer trabajo en el Departamento de Enfermedades Internas y Medicina Rural del Collegium Medicum de la Universidad Jagellónica, donde realizó allí una pasantía médica. A lo largo de sus estudios, Kosiniak-Kamysz fue voluntario de la Asociación de Voluntarios de San Elías que operaba en la Iglesia de la Visitación de la Santísima Virgen María, Cracovia.

## Carrera política
Kosiniak-Kamysz siempre ha estado asociado con el Partido Popular Polaco. 
En las elecciones locales de 2010, Władysław Kosiniak-Kamysz recibió 763 votos. Como Jacek Majchrowski era alcalde de Cracovia, pudo ocupar su asiento en el ayuntamiento de Cracovia.
El 18 de agosto de 2011 fue nombrado Ministro de Trabajo y Asuntos Sociales en el segundo gabinete de Donald Tusk. Ocupó este cargo hasta el 16 de noviembre de 2015.
En las elecciones parlamentarias de 2015, el PSL y Plataforma Cívica perdieron la mayoría parlamentaria y desde entonces están en la oposición. Debido al mal resultado electoral y al no obtener un mandato, Janusz Piechociński dimitió como presidente del partido y Kosiniak-Kamysz le sucedió el 7 de noviembre de 2015. En 2019, el PSL se unió a la Coalición Polaca con el movimiento político Kukiz'15 y el partido político Unión de Demócratas Europeos. En las elecciones parlamentarias de 2019, obtuvo 33.784 votos.
Fue uno de los principales candidatos en las elecciones presidenciales de 2020.Finalmente, Kosiniak-Kamysz obtuvo el 2,36%.

## Vida personal
Se divorció de su primera esposa en 2016. Se casó con Paulina Kosiniak-Kamysz en el 2019, con quien tiene una hija, Zofia.
Es católico.